# Acropoma hanedai
Acropoma hanedai és una espècie de peix pertanyent a la família dels acropomàtids.

## Descripció
- Pot arribar a fer 11 cm de llargària màxima.
- 9 espines i 10 radis tous a l'aleta dorsal i 3 espines i 7 radis tous a l'anal.
- L'anus és més a prop de la inserció de l'aleta anal que de la de l'aleta pelviana.
- Posseeix dos òrgans lluminosos.[5][6]

## Hàbitat
És un peix marí, bentopelàgic i de clima temperat.

## Distribució geogràfica
Es troba al Pacífic nord-occidental: des del sud del Japó fins a Taiwan.

## Observacions
És inofensiu per als humans i consumit com a aliment.